# 4915 Solzhenitsyn
A 4915 Solzhenitsyn (ideiglenes jelöléssel 1969 TJ2) a Naprendszer kisbolygóövében található aszteroida. Ljudmila Ivanovna Csernih fedezte fel 1969. október 8-án.